# Alluaudia dumosa
Alluaudia dumosa är en tvåhjärtbladig växtart som först beskrevs av Emmanuel Drake del Castillo, och fick sitt nu gällande namn av Emmanuel Drake del Castillo. Alluaudia dumosa ingår i släktet Alluaudia och familjen Didiereaceae. Inga underarter finns listade i Catalogue of Life.

## Bildgalleri

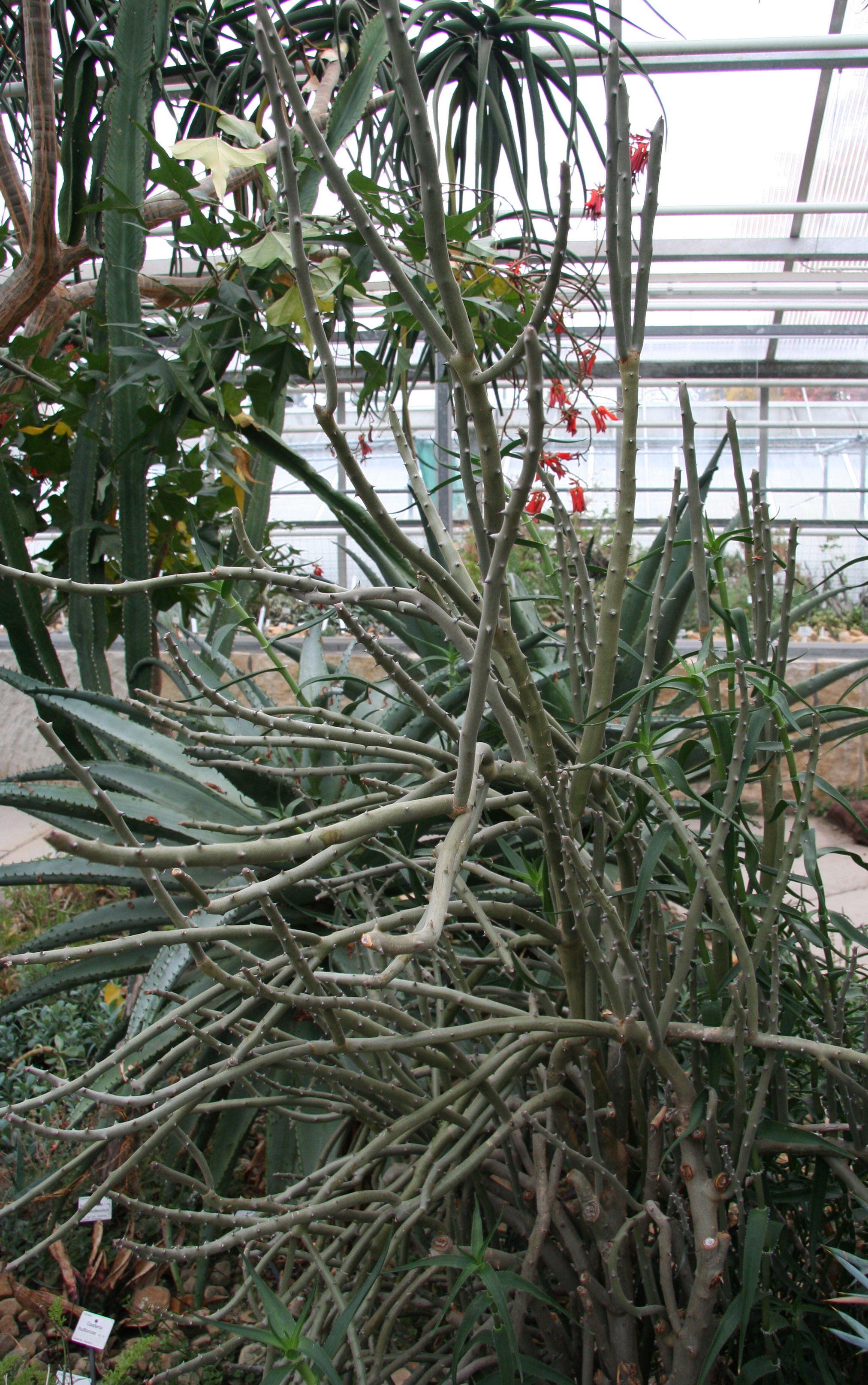
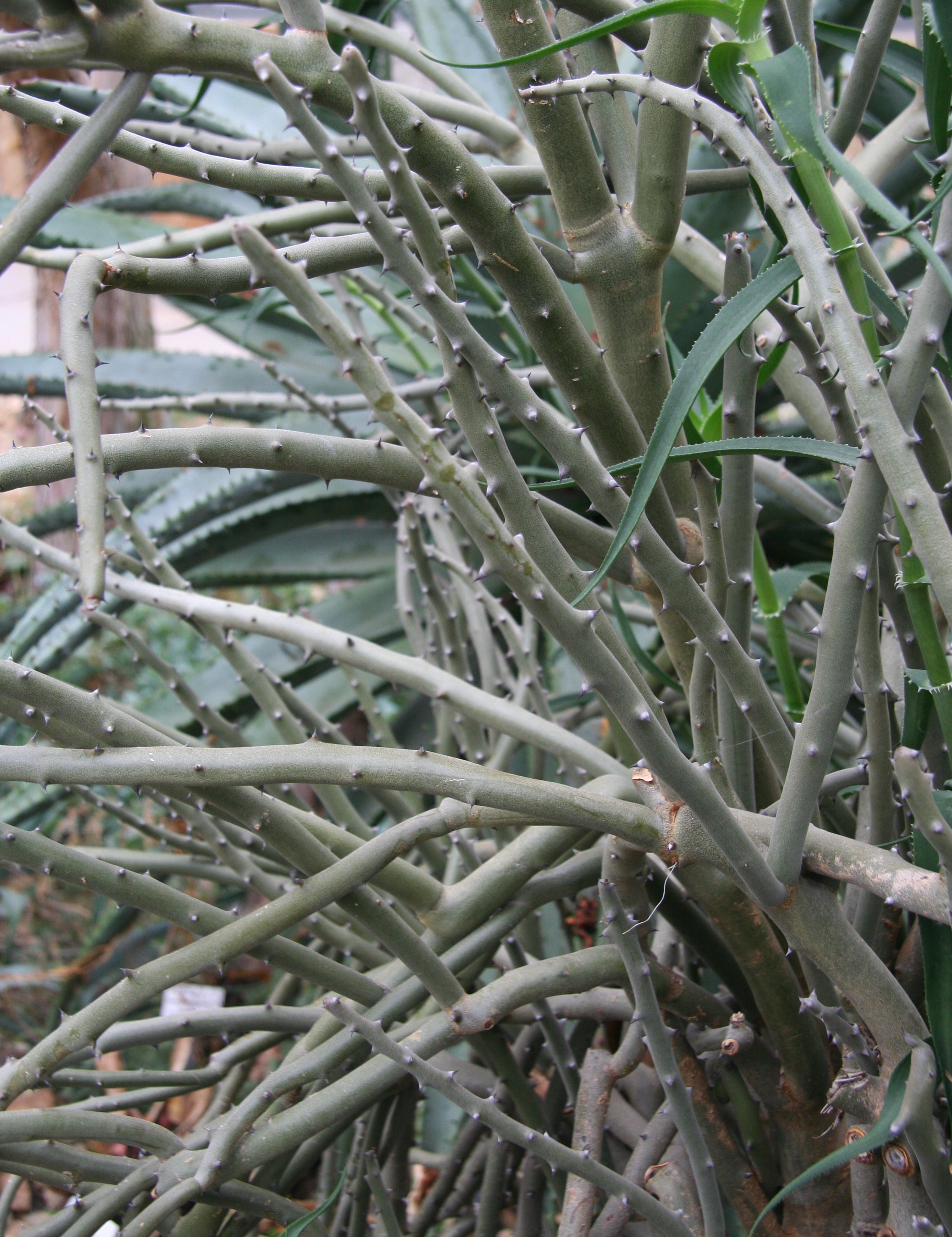
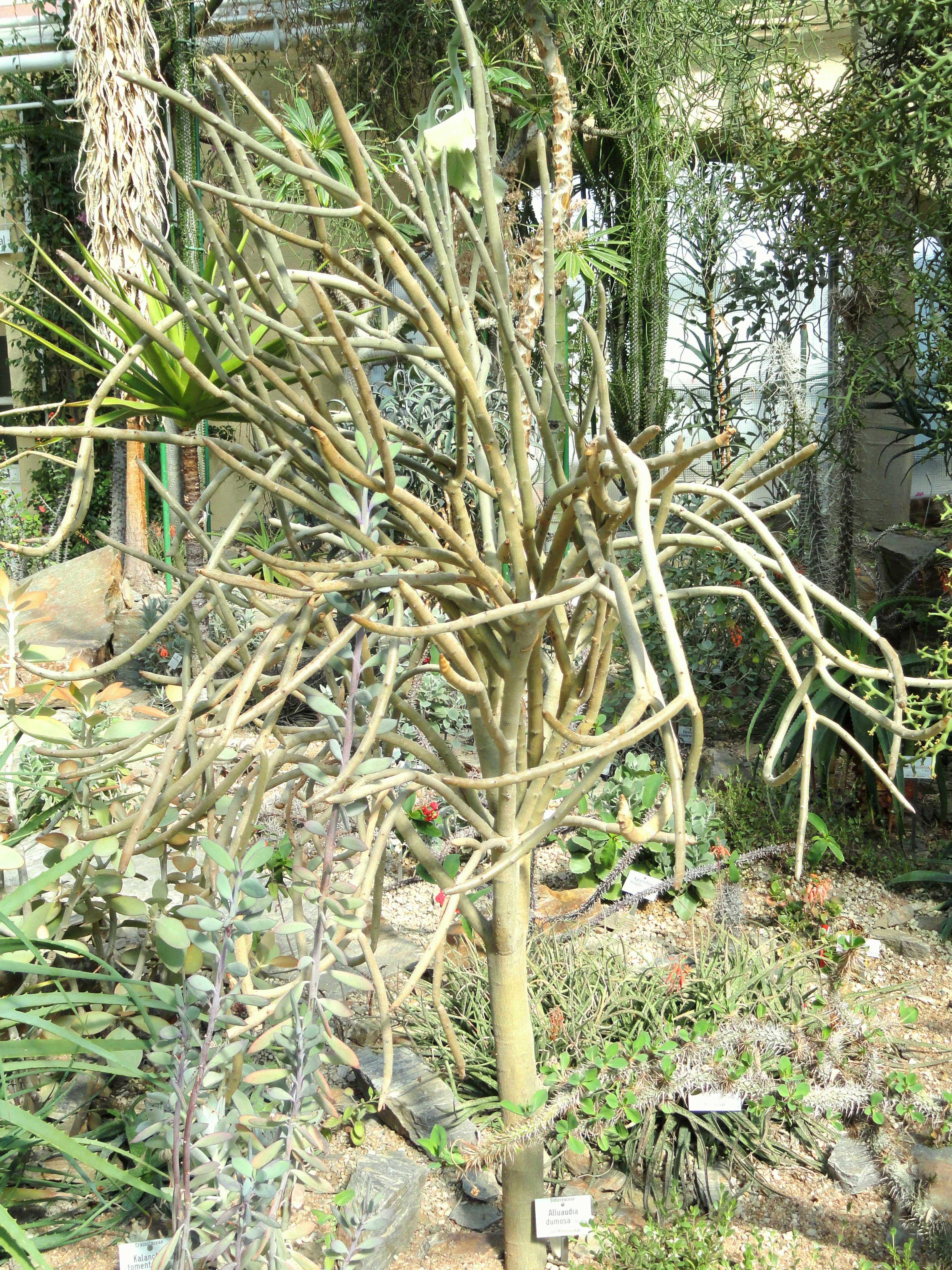
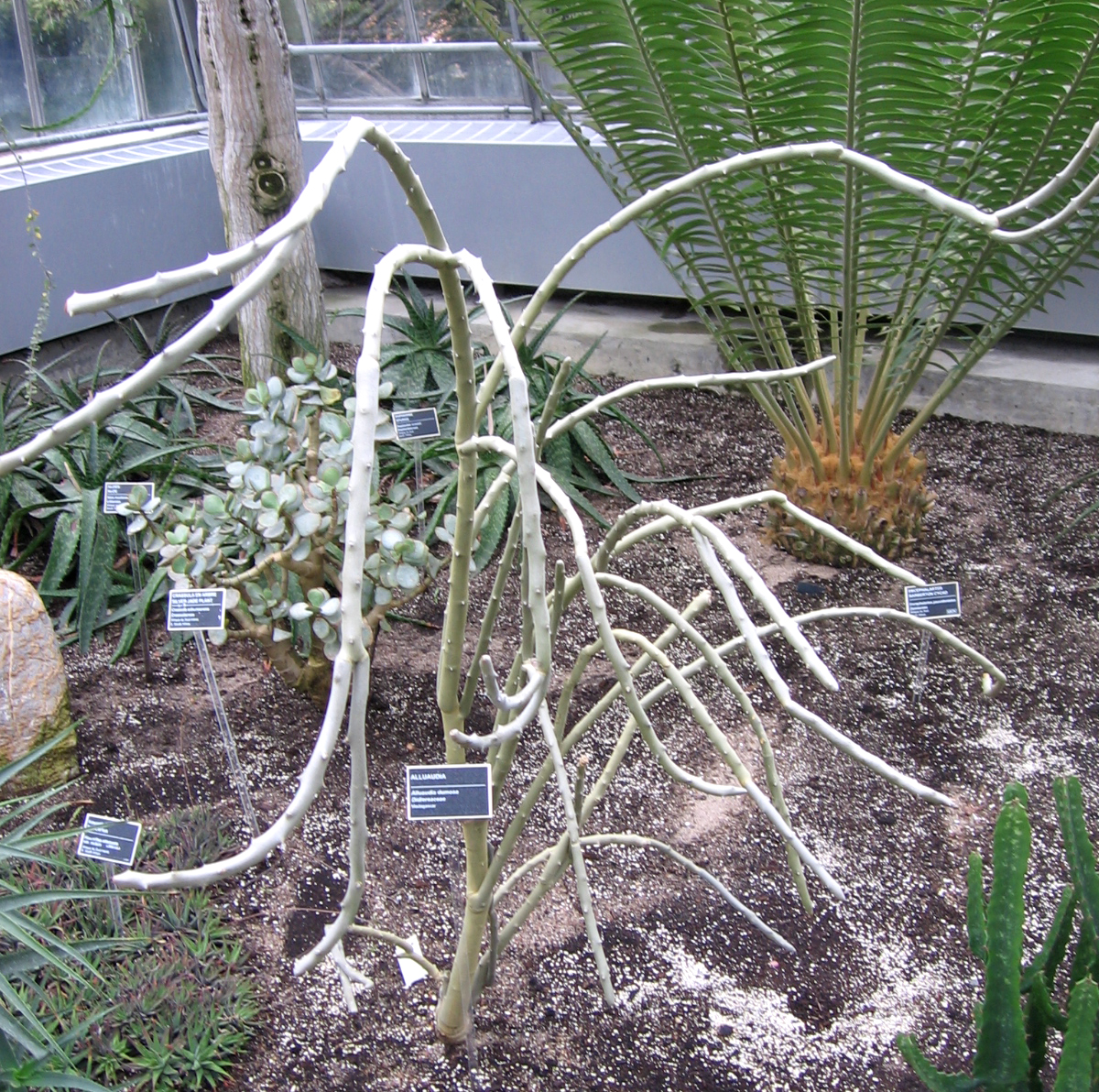
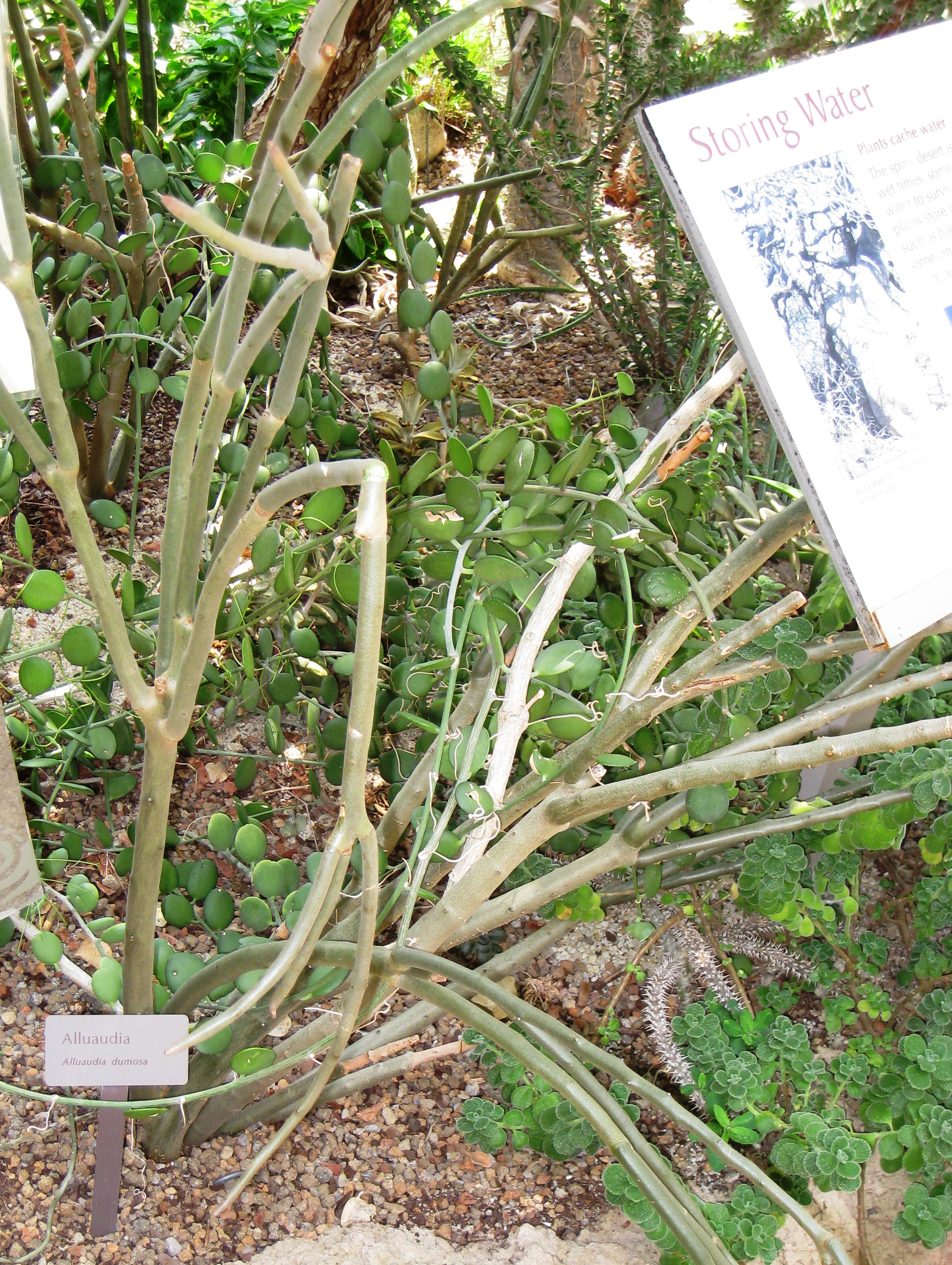